# Тайное общество
Та́йное о́бщество — организация, члены которой скрывают определённые действия (например инициацию) от лиц, не касающихся их деятельности. Члены могут быть обязаны скрывать или отрицать их членство, и часто дают клятву хранить тайны общества. Термин «тайное общество» часто используется, чтобы описать братские организации (например, масонство), которые могут иметь секретные церемонии, но также может применяться и к таким не вполне серьёзным организациям как университетские братства.
В функциональном отношении тайные общества — это формы социальной организации, не вписывающиеся в господствующую (официальную) социальную структуру, что связано с целями, которые ставят перед собой тайные организации: например, такой целью может быть смена стратегических перспектив развития современных политических систем, где реализация долгосрочных проектов, рассчитанных на десятилетия или даже на столетия, оказывается невозможной (в частности, ввиду активной ротации лидеров этих политических систем). Важным аспектом тайной организации является выстраивание альтернативной системы связей и отношений между людьми внутри уже существующих систем. Так, в США широко распространены университетские «организации греческих букв», которые имеют элементы тайных обществ, хотя их существование ни от кого и не скрывается. Они служат достаточно важным механизмом для установления неформальных связей внутри интеллектуальной элиты страны и могут помочь выпускнику университета в построении будущей карьеры.
Иногда трудно отличить обряды племенного посвящения от обрядов тайного общества или же обряды принятия (инициация) в тайное общество от обрядов шаманского посвящения.
В теориях заговора термин тайное общество применяется по отношению либо к мифическим организациям, либо к действительно существующим, но которым приписывается значительное влияние, корыстные финансовые и политические интересы, глобализм, иногда — сатанизм, и человеконенавистнические цели.

## Тайные общества в традиционных культурах
Тайные общества возникли из отрядов воинов-охотников, для вступления в которые требовалось пройти изощрённые инициатические испытания. Такие тайные общества являются составной частью функционирования многих традиционных религий.
Тайные союзы есть у многих африканских народов, особенно популярны они в Западной и Тропической Африке. Они обычно называются именами животных-тотемов: леопардов (например, «Общество Леопарда», практиковавшее ритуальные убийства и каннибализм среди своих соплеменников в начале и середине XX века), крокодилов и т.д. Эти союзы являются тайными в том смысле, что женщины и непосвященные не знают о составе конкретного союза, но само его существование не скрывается. Наоборот, большое значение придавалось шествиям членов союза в масках по улицам селений.
Африканские тайные общества, как традиционные (в которых используются ритуалы традиционных культов), так и исламские (тарикаты) играют во многих странах Африки важную роль в политике (Сенегал, Мали, Нигерия).
Потомки африканских рабов, вывезенных в страны Латинской Америки, также иногда создавали в этих странах тайные союзы — например, у афрокубинцев еще в середине XX века существовало тайное общество Абакуа.

## Тайные общества нового и новейшего времени

### Студенческие общества
Многие студенческие общества, созданные в университетских городках в Соединённых Штатах, считаются тайными обществами. Возможно, одно из самых известных тайных университетских обществ — «Череп и кости» в Йельском университете. Помимо этого тайного общества в Йельском университете есть общество Свиток и ключ, Волчья голова, Книга и Змея, Элайху. Влияние студенческих тайных обществ в таких университетах, как Гарвардский колледж (Общество печати), Корнеллский университет, Дартмутский колледж, Чикагский университет, Виргинский университет, Джорджтаунский университет, Нью-Йоркский университет было публично признано, хотя анонимно и осторожно, с XIX века.
Британские университеты также имеют долгую историю тайных обществ или квази-секретных обществ, таких как The Pitt Club в Кембриджском университете, Bullingdon Club в Оксфордском университете, и The 16' Club в Сент-Дэвидском колледже. Другим британским тайным обществом являются Кембриджские Апостолы, основанное в 1820 году как эссеистическое и дискуссионное общество. Не во всех британских университетах существуют исключительно академические тайные общества, поскольку для «Ночных альпинистов» из Кембриджа и «Ночных альпинистов» из Оксфорда требуются как интеллект, так и физическая сила.
Во Франции Вандермонде является тайным обществом Национальной консерватории искусств и ремёсел.
Тайные общества запрещены в нескольких колледжах. В Военном институте Вирджинии есть правило, что ни один курсант не может вступить в тайное общество. Тайные общества были запрещены в Оберлинском колледже с 1847 года по настоящее время и в Принстонском университете с начала XX века.

### Международные
- «Масонство» — движение, возникшее в XVIII веке в виде закрытой организации.

### Германия
- «Общество баварских иллюминатов» — тайное общество (1776—1784), созданное Адамом Вейсгауптом для целей Просвещения.
- Вольфенбюттельский «орден окулистов», представитель которого, вероятно, создал зашифрованную рукопись Copiale cipher[15].

### США
- «Сыны свободы» (англ. Sons of Liberty) — революционная американская организация, боровшаяся за самоопределение североамериканских колоний. Основана в 1765 г. Сэмюэлем Адамсом. Одной из акций «Сынов свободы» стало Бостонское чаепитие.
- «Ку-клукс-клан» — создан 24 декабря 1865 года, несколько раз пересоздавался и менял название. Существует и по сей день.

### Нигерия
В Нигерии особого внимания заслуживают тайные студенческие союзы. Тайные студенческие организации стали появляться в 1960-е годы. В крупных университетах и по своей форме и функциям генетически были связаны с тайными обществами, так как в них использовались элементы традиционных культов (наделение своего лидера сверхъестественными способностями, использование магических ритуалов, использование специальной символики). Некоторые исследователи усматривают сходство таких организаций с сектами.

## Тайные общества в России

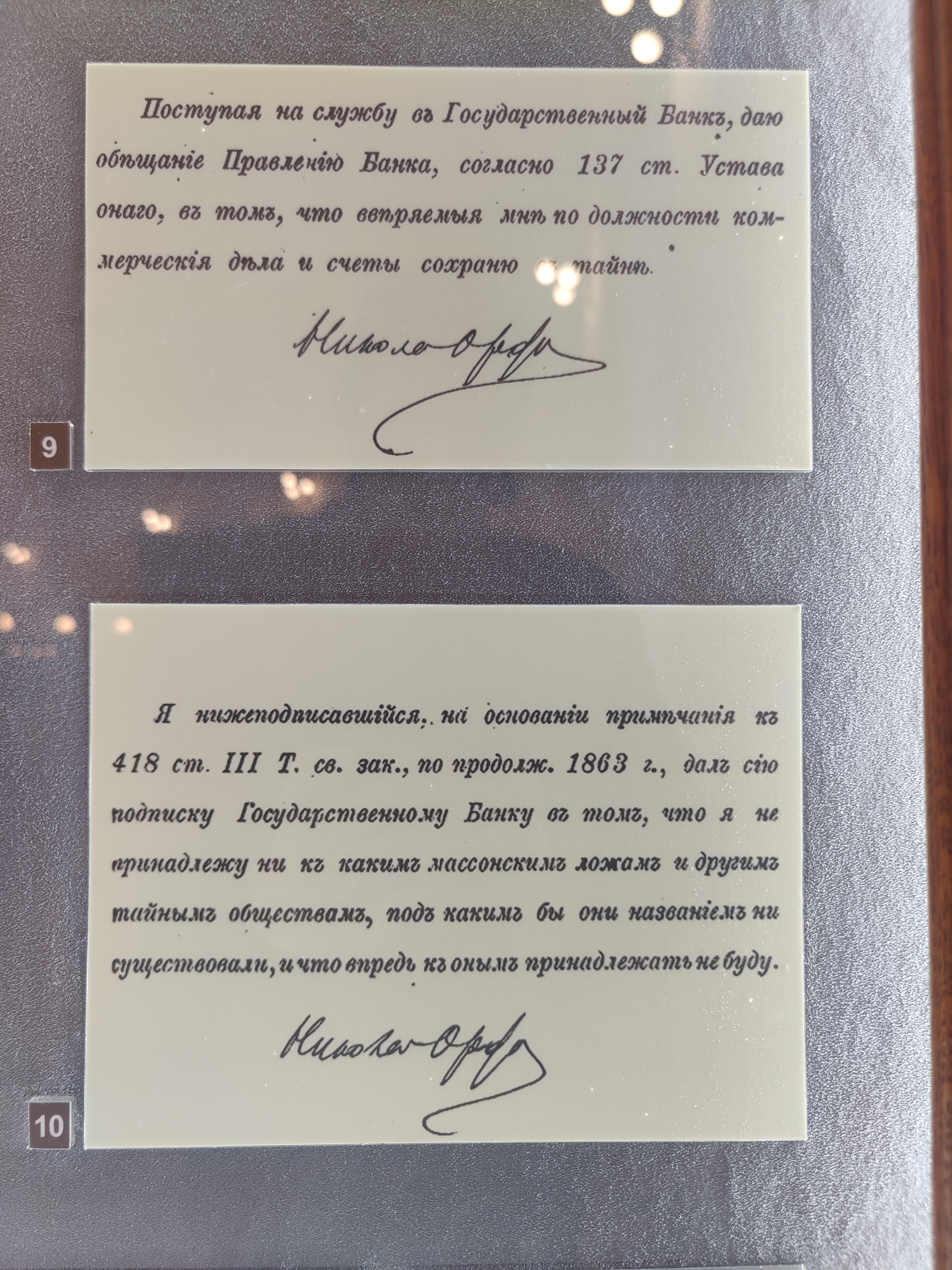

Первые общества будущих декабристов начали возникать в 1816—1818 гг. на волне ожиданий конституционной реформы, которая, как предполагалось, позволит России догнать Европу.
Власти пытались бороться с тайными обществами. Жёстко наказывались даже самые несерьёзные предприятия. Например, «крожские гимназисты», пребывая в 14-16-летнем возрасте, создали в 1823 году общество под модным и романтическим названием «Чёрных братий». В результате проведённых изысканий участникам было определено бессрочное крепостное заключение. Впрочем, по милости великого князя Михаила Павловича, и, очевидно, учитывая малолетство «преступников», их отправили в солдаты. Другой способ избавиться от тайных обществ — высылка за границу их членов. Именно так и поступило правительство в отношении «Общества свиней» в 1824 году.
После декабрьского восстания 1825 года поиск тайных обществ был предпринят с особым рвением. Желание чиновников отличиться в обнаружении таковых иногда приводило к забавным казусам.